# 谷蛋白
谷蛋白（Glutelin）是一类存在于禾本科植物胚乳中的蛋白质，是麩質的主要組成成份之一。麦谷蛋白是最常見的谷蛋白，常見於小麥，也是普通小麦可以用來烘焙的主要原因之一。目前也已識別出大麦和裸麥中的谷蛋白。谷蛋白也是稻穀胚乳中的主要熱量儲存成份。
Thomas Burr Osborne是最早根據其低溶解度的特性來分離谷蛋白和醇溶蛋白的人。目前的分析則將谷蛋白視為是溶解度較低的醇溶蛋白。
谷蛋白不溶於水或或稀盐溶液，但溶于稀釋的酸、碱、清洁剂、离散剂或还原剂中。谷蛋白中富含有疏水的氨基酸，例如在access code P04706.1的氨基酸序列中，約有45%是苯丙氨酸、缬氨酸、酪氨酸、脯氨酸和亮氨酸，不過不是所有的谷蛋白都有這種氨基酸譜。在大部份的禾本植物中都有典型的高分子量（HMW）和低分子量（LMW）谷蛋白。在烘烤時，蛋白質之間會以二硫鍵連結，低分子量的谷蛋白類似麥膠蛋白。